# Goshen (Alabama)
Goshen é uma cidade  localizada no estado americano do Alabama, no Condado de Pike.

## Demografia
Segundo o censo americano de 2000, a sua população era de 300 habitantes.
Em 2006, foi estimada uma população de 299, um decréscimo de 1 (-0.3%).

## Geografia
De acordo com o United States Census Bureau, a localidade tem uma área de 6,5 km², sem área coberta por água. Goshen localiza-se a aproximadamente 128 m acima do nível do mar.

## Localidades na vizinhança
O diagrama seguinte representa as localidades num raio de 24 km ao redor de Goshen.